# Verhandelingen van het Bataviaasch Genootschap van Kunsten en Wetenschappen
Verhandelingen van het Bataviaasch Genootschap van Kunsten en Wetenschappen (abreviado Verh. Batav. Genootsch. Kunst.) es una revista con ilustraciones y descripciones botánicas que fue editada en Batavia (actual Yakarta) en tres ediciones desde 1779 hasta 1922.

## Publicación
- Edición nº 1, vols. 1-4 republicado en Ámsterdam & Róterdam, 1781-87;
- Edición nº 2, vols. 1-9 [vol. 7 no publicado], 1820-1827;
- Edición nº 3, vols. 1, 1825, vol. 2, 1826